# Italiens ambassad i Berlin
Italiens ambassad i Berlin är Italiens högsta diplomatiska beskickning i Tyskland och befinner sig i Berlinstadsdelen Tiergarten. 
Byggnaden uppfördes 1939–1941 och går i nyklassicistisk stil. I slutet av andra världskriget förstördes byggnaden och byggdes upp. När Italien flyttade sin ambassad till Bonn blev byggnaden konsulat men bara den västra flygeln användes. 1999–2003 följde en restaurering av byggnaden som började användas fullt ut igen som ambassad.